# Partido de Cañuelas
Cañuelas es uno de los 135 partidos de la provincia argentina de Buenos Aires. Su cabecera es la ciudad homónima. 
Limita al norte con los partidos de General Las Heras, Marcos Paz y La Matanza, al noreste con el partido de Ezeiza, al este con el partido de San Vicente, al sur con el partido de General Paz y al oeste con los partidos de Monte y Lobos.
En Vicente Casares existió la famosa fábrica de La Martona, la primera industria lechera de la Argentina y de vanguardia internacional.

## Toponimia
Hasta no hace mucho se creía que fue el virrey Vértiz el que le había puesto el nombre a esta región, pero estudios realizados demuestran que muchos años antes ya se conocía a estas tierras como "el Pago de Las Cañuelas" y el "Arroyo las Cañuelas".
El nombre del partido se debe en realidad a que los agrimensores españoles que realizaban las mensuras descubrieron en su territorio la espadaña, parecida a las cañuelas (planta gramínea de un metro de altura, hojas anchas y puntiagudas) de su país, lo que dio origen al nombre de Cañuelas; aunque originariamente era "El Carmen en las Cañuelas", luego "El Carmen de Cañuelas" o, como dicen las actas municipales, "En el Pueblo del Carmen de Cañuelas...". El uso del nombre Carmen es en honor a la patrona de estas tierras: la Virgen del Carmen.

## Geografía

### Población
| Población | 4 749 | 6 085   | 6 722   | 8 413   | 13 507  | 20 055  | 21 430 | 25 391  | 30 900  | 42 575  | 51 892  | 70 684 |
| Variación | -     | +28,13% | +10,46% | +25,15% | +60,54% | +48,47% | +6,85% | +18,48% | +21,69% | +37,78% | +21,88% | +36,2% |

### Sismicidad
La región responde a la «subfalla del río Paraná», y a la «subfalla del río de la Plata», con sismicidad baja; y su última expresión se produjo el 5 de junio de 1888 (136 años), a las 3.20 UTC-3, con una magnitud aproximadamente de 5,0 en la escala de Richter (terremoto del Río de la Plata de 1888).
La Defensa Civil municipal debe advertir sobre escuchar y obedecer acerca de 
Área de
- Tormentas severas periódicas.
- Baja sismicidad, con silencio sísmico de 136 años.

## Escudo

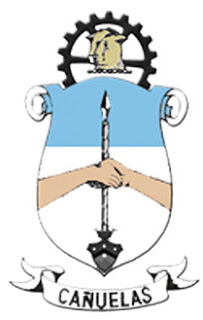
Escudo del Partido de Cañuelas

El escudo consta de una parte superior celeste y una inferior blanca, los colores de la bandera argentina. En el centro hay dos brazos estrechándose las manos que simbolizan el Pacto de Cañuelas (firmado entre el general Juan Galo de Lavalle y el brigadier general Don Juan Manuel de Rosas) en la estancia de Miller llamada "la Caledonia". Esas manos empuñan una lanza en homenaje a las fronteras formadas por los pobladores de la zona, que muchas veces frenaron las incursiones de los indios; que también recuerda a la vieja Guardia del Juncal. La corona, en la parte superior, simboliza el nacimiento de la Industria del Partido; con una cabeza de Toro, que recuerda al precursor del mejoramiento de nuestra ganadería, Juan Miller, que introdujo al país el primer Toro Tarquino en la estancia "la Caledonia". En la punta del escudo está el monte Carmelo, emblema de la Virgen del Carmen, patrona de Cañuelas.

## Bandera
La Bandera Cañuelense está compuesta de tres franjas apaisadas de color:
- Celeste: en la franja Superior, es símbolo de pertenencia de Cañuelas al territorio Nacional, ya que este color está en su bandera.
- Blanco: en la franja del medio, es símbolo de Cañuelas como cuna de la Industria Lechera Nacional (resolución del 28/09/89).
- Verde: en la franja inferior, es símbolo de esperanza, fertilidad del suelo y pertenencia de Cañuelas al territorio bonaerense, ya que este color está en su bandera.

Además posee una figura de cañas entrecruzadas en el centro que es una alegoría al Sol de Mayo y es una referencia al origen del nombre de Cañuelas.

## Historia
Este distrito fue creado el 22 de enero de 1822. La localidad cabecera se formó alrededor de la iglesia Nuestra Señora del Carmen y sus planos fueron aprobados en 1824. Los primeros europeos se asentaron en el siglo XVII. En 1771 se creó en su territorio la Guardia del Juncal para la defensa de la frontera de conflictos con los pueblos originarios.
En 1824 ya existía una zona densamente poblada que reclamaba un oratorio propio y el trazado de un pueblo. Alrededor de 1836 el estanciero John Miller introdujo el primer toro de pedigrí y en 1889 comenzó a funcionar La Martona, primera industria láctea del país. Cañuelas fue declarada Cuna de la Industria Lechera Nacional en 1989. La vida económica comprende la agricultura, la ganadería y el turismo rural. En 1994, como parte de la escisión del partido de Ezeiza, Cañuelas incorporó tres kilómetros cuadrados del partido de Esteban Echeverría (más concretamente, parte de la localidad de Máximo Paz). El lugar comenzó a cobrar protagonismo al iniciar el país la exportación de productos agrícolas.

## Política

### Intendentes desde 1983
| Intendente                  | Mandato                                           | Partido | Partido | Alianza | Alianza | Elecciones |
| --------------------------- | ------------------------------------------------- | ------- | ------- | ------- | ------- | ---------- |
| Jorge Claudio Domínguez     | 10 de diciembre de 1983 - 10 de diciembre de 1987 |         | UCR     |         | —       | 1983       |
| Jorge Claudio Domínguez     | 10 de diciembre de 1987 - 10 de diciembre de 1991 | 1987    | UCR     |         | —       |            |
| Ezequiel Juan Rizzi         | 10 de diciembre de 1991 - 10 de diciembre de 1995 |         | UCR     | 1991    | —       |            |
| Héctor Leonardo Rivarola    | 10 de diciembre de 1995 - 10 de diciembre de 1999 |         | UCR     | 1995    | —       |            |
| Ezequiel Juan Rizzi         | 10 de diciembre de 1999 - 10 de diciembre de 2003 |         | UCR     |         | Alianza | 1999       |
| Héctor Leonardo Rivarola    | 10 de diciembre de 2003 - 10 de diciembre de 2007 |         | UCR     |         | —       | 2003       |
| Gustavo Héctor Arrieta      | 10 de diciembre de 2007 - 10 de diciembre de 2011 |         | PdV     |         | FPV     | 2007       |
| Gustavo Héctor Arrieta      | 10 de diciembre de 2011 - 12 de diciembre de 2011 |         | PJ      | 2011    | FPV     |            |
| Marisa Viviana Amalia Fassi | 12 de diciembre de 2011 - 18 de diciembre de 2013 |         | PJ      | 2011    | FPV     |            |
| Gustavo Héctor Arrieta      | 18 de diciembre de 2013 - 10 de diciembre de 2015 |         | PJ      | 2011    | FPV     |            |
| Gustavo Héctor Arrieta      | 10 de diciembre de 2015 - 15 de marzo de 2016     | 2015    | PJ      |         | FPV     |            |
| Marisa Viviana Amalia Fassi | 15 de marzo de 2016 - 18 de diciembre de 2017     | 2015    |         | PJ      | FPV     |            |
| Gustavo Héctor Arrieta      | 18 de diciembre de 2017 - 10 de diciembre de 2019 | 2015    |         | PJ      |         | UC         |
| Marisa Viviana Amalia Fassi | 10 de diciembre de 2019 - 10 de diciembre de 2023 |         | PJ      |         | FdT     | 2019       |
| Marisa Viviana Amalia Fassi | 10 de diciembre de 2023 - En el cargo             |         | PJ      | UP      | 2023    |            |

1. ↑  Tomó licencia para asumir como Ministro de Asuntos Agrarios de la provincia de Buenos Aires.
2. ↑  Tomó licencia para asumir como diputado nacional.

### Concejo Deliberante de Cañuelas
Actualmente el Concejo Deliberante de Cañuelas está conformado por 18 Concejales.
| Bloques                   | Integrantes |
| ------------------------- | ----------- |
| Unión por la Patria       | 9           |
| Unión Cívica Radical      | 3           |
| La Libertad Avanza        | 2           |
| PRO Propuesta Republicana | 3           |
| La Fuerza del Cambio-PRO  | 1           |

## Accesos
- Autopista Ezeiza-Cañuelas: continuación de la Autopista Ricchieri, a Buenos Aires
- Rutas Nacionales:
  - : desde Buenos Aires al centro provincial;
  - : desde Buenos Aires al sur del país
- Rutas Provinciales:
  - : La Plata, Campana y norte del país
- FC: de Constitución al sur del país
- Terminales marítimas y aéreas: acceso por Autopista al Aeropuerto de Ezeiza y al Puerto de Buenos Aires.

### Estaciones de Ferrocarril
- Máximo Paz, FC Roca
- Vicente Casares, FC Roca
- Alejandro Petión, FC Roca
- Kloosterman, FC Roca
- Levene, FC Roca
- Cañuelas, FC Roca
- Uribelarrea, FC Roca

## Localidades
- Cañuelas 29 974 hab.
- Máximo Paz: 10 990 hab.
- Santa Rosa: 3 771 hab.
- Alejandro Petión: 2 759 hab.
- Uribelarrea: 1 282 hab.
- Vicente Casares: 787 hab.
- Gobernador Udaondo: 330 hab.
- Santa Anita: 225 hab.
- El Taladro: 155 hab.
- Barrio Belgrano:300 hab.

## El Pacto de Cañuelas y el dulce de leche

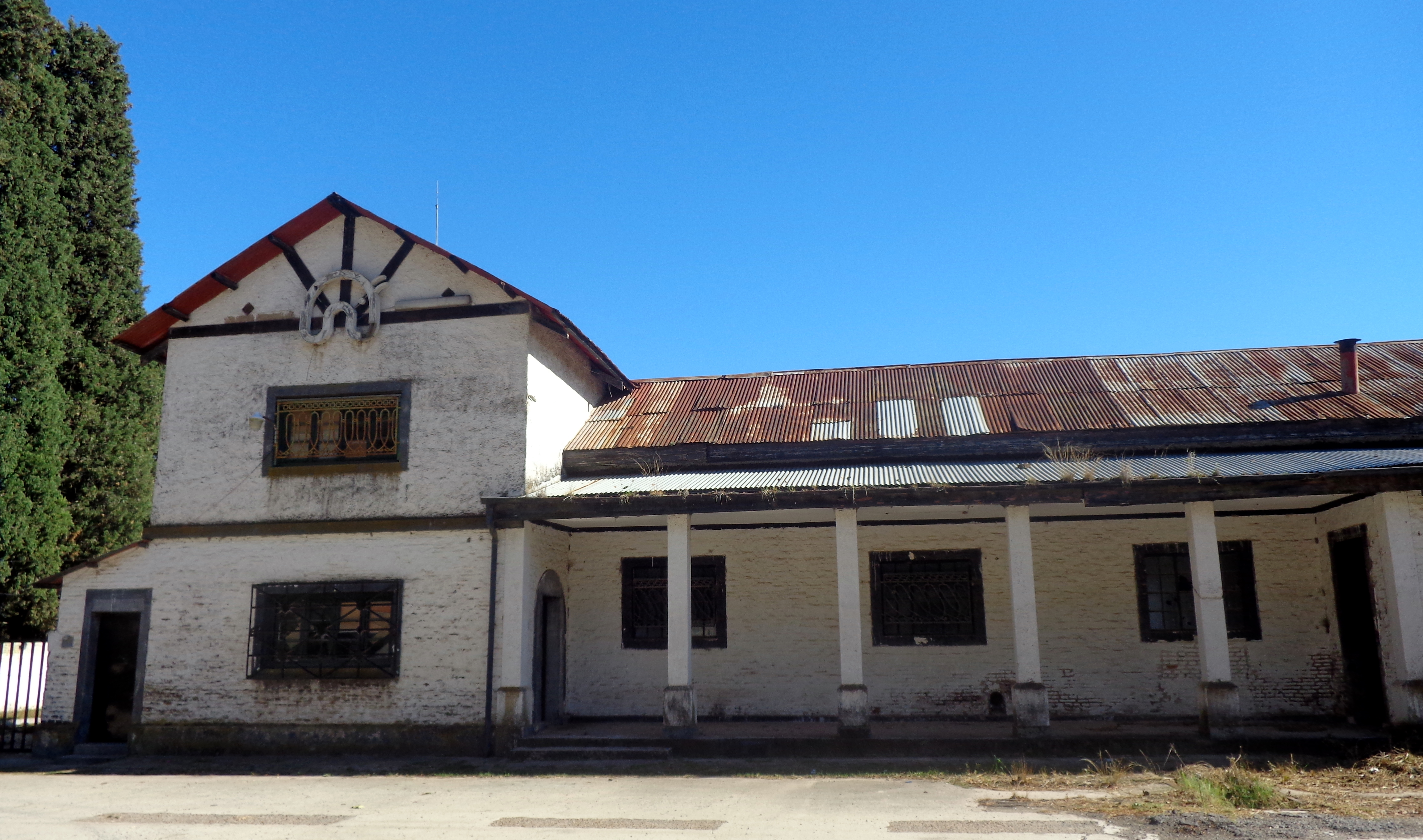
Fábrica abandonada de La Martona.

El 24 de junio de 1829, en la Estancia la Caledonia se firma el Pacto de Cañuelas entre el general Juan Galo de Lavalle y el brigadier general Don Juan Manuel de Rosas. Según la leyenda en esa fecha una criada de Rosas se hallaba preparando la lechada (leche azucarada caliente). Al llegar Lavalle, cansado por el viaje, se acostó en el catre de Juan Manuel de Rosas. La criada, que fue a llevarle un mate al Restaurador, encontró al jefe enemigo y entonces salió corriendo en busca de la guardia. Mientras tanto, la lechada olvidada hervía en la olla y su contenido se transformó en la mezcla acaramelada que hoy se conoce como dulce de leche.
Este es uno de los pactos o tratados más importantes que ha tenido Buenos Aires en su historia. Y va a definir el destino de la Provincia hasta 1852. Este pacto puede decirse que en el contexto político nacional está a la misma altura que el Tratado del Pilar de 1820. Son ambos, sin duda, los más importantes por su significación histórica.

## Estancia "la Caledonia"
La Caledonia fue una de las estancias precursoras de Cañuelas. Fue creada en 1823 por el escocés Juan Miller (1788-1843). “Este ganadero es el que fundó la estancia en esas tierras, le puso por nombre ´La Caledonia´ (antigua denominación latina de Escocia) y la amplió comprando otro terreno al mismo Arnold (dueño anterior de las tierras) y un tercero a Don Casimiro Fuentes en diciembre de 1824” relata Lucio García Ledesma en sus Bases Documentales para la Historia de Cañuelas.
La llamada “Estancia de Miller” es reconocida por haber albergado el campamento del Brigadier Gral. Don Juan Manuel de Rosas, lugar donde el 24 de junio de 1829 firmó el Pacto de Cañuelas con el general Juan Galo de Lavalle. 
Cabe destacar que dicho acuerdo no se suscribió dentro del casco donde vivían los Miller, sino en una pequeña construcción de vigilancia o mensajería ubicada cerca de la entrada, por donde pasaban las diligencias. 
A partir de un dictamen de la Academia Nacional de Historia fechado el 9 de octubre de 1977 que sostiene de manera indubitable que el Pacto de Cañuelas tuvo lugar en "la Caledonia", el presidente de facto Jorge Rafael Videla declaró al casco de la estancia Monumento Histórico Nacional mediante el decreto Nro. 2015/79 publicado el 10 de septiembre de ese año en el Boletín Oficial.
La Caledonia es importante en la historia argentina, además del Pacto de Cañuelas, por el Dulce de leche y por haber contribuido al mejoramiento del ganado vacuno. El 10 de marzo de 1836 llegó al país importado por Miller desde Inglaterra el primer toro de raza Shorthorn (conocido como Tarquino). En la estancia de Miller se inició el mestizaje de ese ejemplar de pedigrí con el ganado autóctono.
En 1843, tras el fallecimiento de Miller, su viuda vendió la propiedad a Don Pedro Alfaro. En la actualidad pertenece a la familia Sánchez Elía.
Conformada por 650 hectáreas, conserva algunos galpones que en el siglo XIX se utilizaban para la esquila de ovejas.

## Estancia "San Martín"
Esta antigua e imponente estancia perteneciente a la familia Casares. En su predio, Vicente Lorenzo del Rosario Casares fundó en el año 1889 la antigua fábrica láctea La Martona, cuyo edificio –en estado de abandono- aún se encuentra allí.
La estancia San Martín fue declarada Monumento Histórico Nacional y posee un parque diseñado por Carlos Thays (Jules Charles Thays) que tiene especies traídas de los más diversos puntos del planeta, entre las que se observan robles, olmos, alcornoque, acacias, talas, araucarias, cedros del Líbano, Ginko Bilobas, magnolias y cipreses.
El casco fue ampliado en cuatro oportunidades de acuerdo a los estilos imperantes en cada época, por lo que presenta un estilo arquitectónico ecléctico. El primitivo chalet, de estilo inglés, comenzó a construirse en 1865. En 1890 se agregó una sala de estar de estilo francés en el primer piso. En el año 1903, fue nuevamente ampliada con galerías y habitaciones de estilo italianizante y se añadieron elementos de confort como agua caliente y calefacción en todas las habitaciones. La última modificación se realizó en 1940: se construyó la torre del reloj con un estilo hispano.